# فرنسيس دبليو. فيتزباتريك
فرنسيس دبليو. فيتزباتريك (بالإنجليزية: Francis Willford Fitzpatrick)‏ هو مهندس معماري أمريكي، ولد في 9 أبريل 1863 في مونتريال في كندا، وتوفي في 10 يوليو 1931 في إيفانستون في الولايات المتحدة.